# Gardog
Gardog (francès Gardouch) és un municipi francès situat al departament de l'Alta Garona, a la regió Occitània. En aquest municipi hi ha un port sobre el Canal del Migdia.